# Argna bourguignatiana
Argna bourguignatiana е вид охлюв от семейство Argnidae. Видът е уязвим и сериозно застрашен от изчезване.

## Разпространение
Разпространен е в Италия и Франция.